# 토지개량조합연합회
토지개량조합연합회(土地改良組合聯合會, Union of Land Improvement Associations, ULIA)는 토지개량사업법에 따라 1962년 1월 21일 종전의 대한수리조합연합회를 개편한 것으로 조합업무를 지도감독하고 그 공동이익의 증진을 도모하며 농지개발사업의 시행과 국가시행 토지개량사업의 대행을 설립 목적으로 하였다. 농촌근대화촉진법에 따라 지하수개발공사와 함께 1970년 2월 7일 신설된 농업진흥공사에 합병되었다.